# Souimanga de Palestine
Espèce
Statut de conservation UICN

 LC  : Préoccupation mineure
Le Souimanga de Palestine (Cinnyris osea) est un oiseau appartenant à la famille des Nectariniidés.
En 2015, il a été déclaré officiellement oiseau national de l’Autorité palestinienne,.
C'est le seul oiseau qui porte le nom de la Palestine.

## Description
À peine plus grand que le Troglodyte mignon, ce petit oiseau présente un net dimorphisme sexuel lorsque le mâle est en plumage nuptial. La femelle est globalement grise, plus claire dessous que dessus tandis que le mâle est noir avec des reflets irisés violets, bleus ou verts selon l'angle d'incidence de la lumière. Entre août et novembre, les deux sexes sont semblables.
Le bec, arqué vers le bas, mesure environ un sixième de la longueur du corps. Sa forme caractéristique lui permet de s'introduire dans tous types de fleurs.

## Habitat et répartition
Il vit au Proche-Orient, en Israël et dans le Sinaï de la côte méditerranéenne à la Mer Rouge, ainsi que dans les zones élevées longeant la côte ouest et sud de la péninsule arabique et de manière plus dissoute à travers le nord de l'Afrique subsaharienne, de l'est du Cameroun au nord-ouest de l'Ouganda.

## Alimentation
Le régime alimentaire se compose principalement d'insectes et de nectar. La langue est longue et brossée pour extraire le nectar des fleurs.

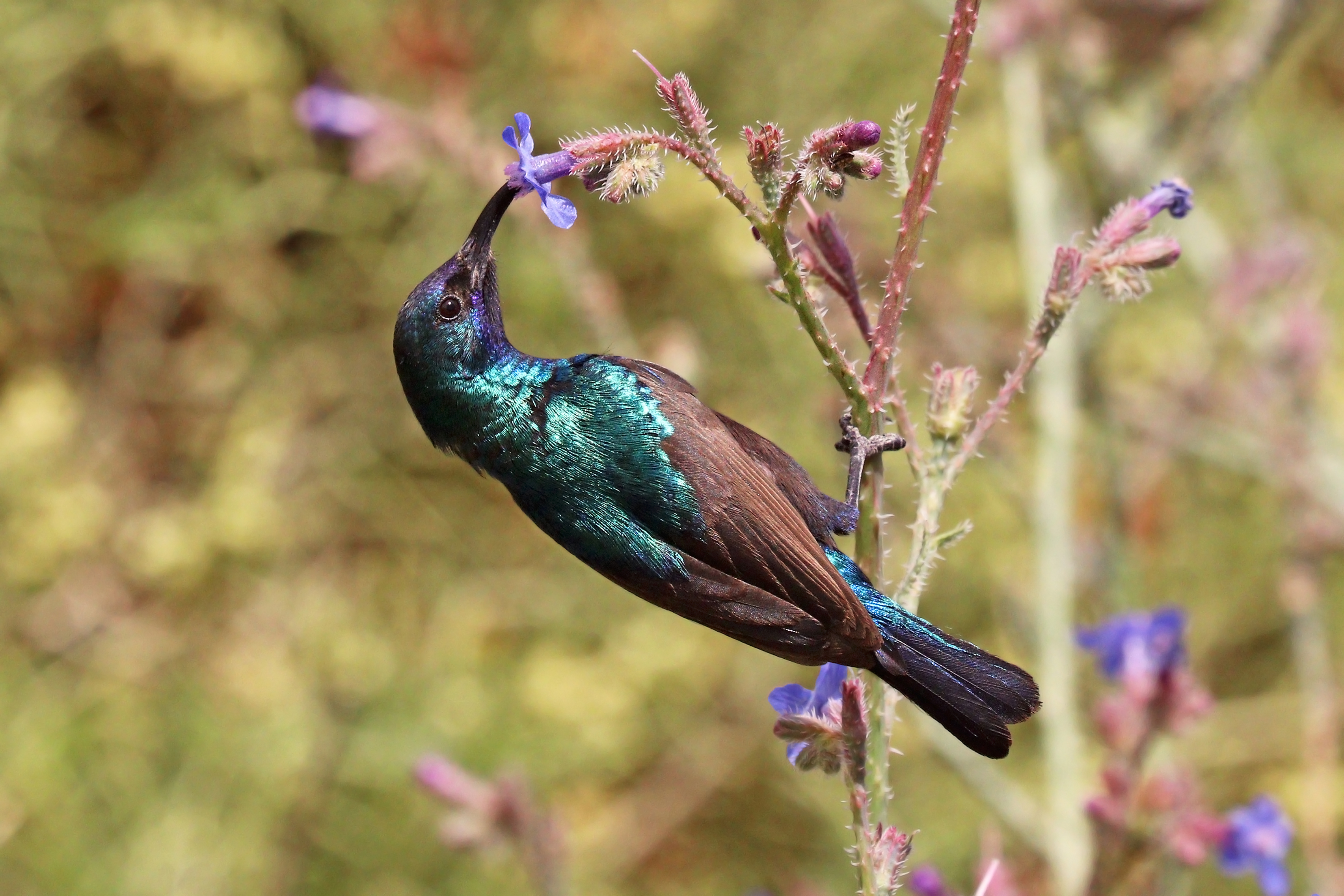
Souimanga de Palestine mâle
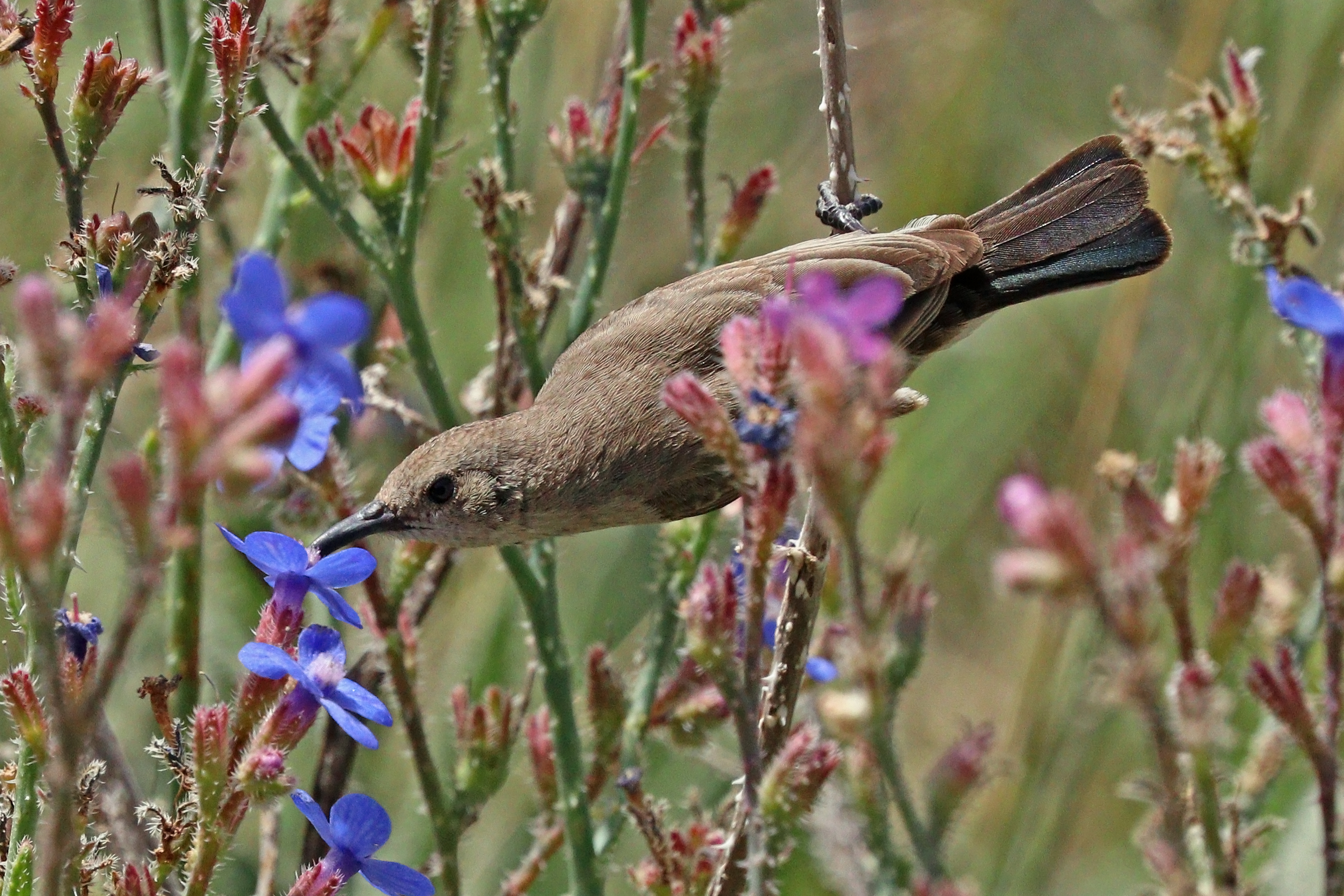
Souimanga de Palestine femelle
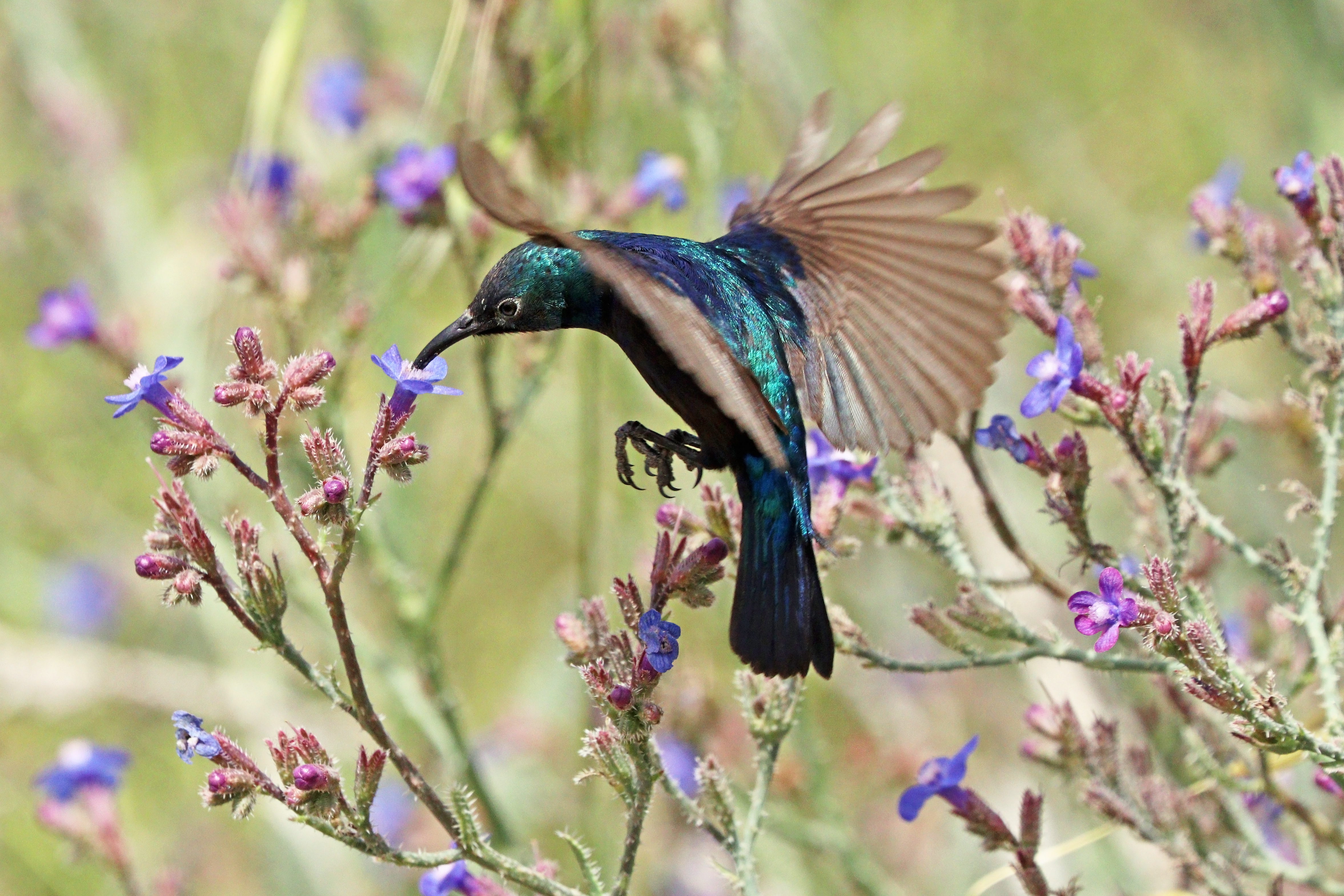
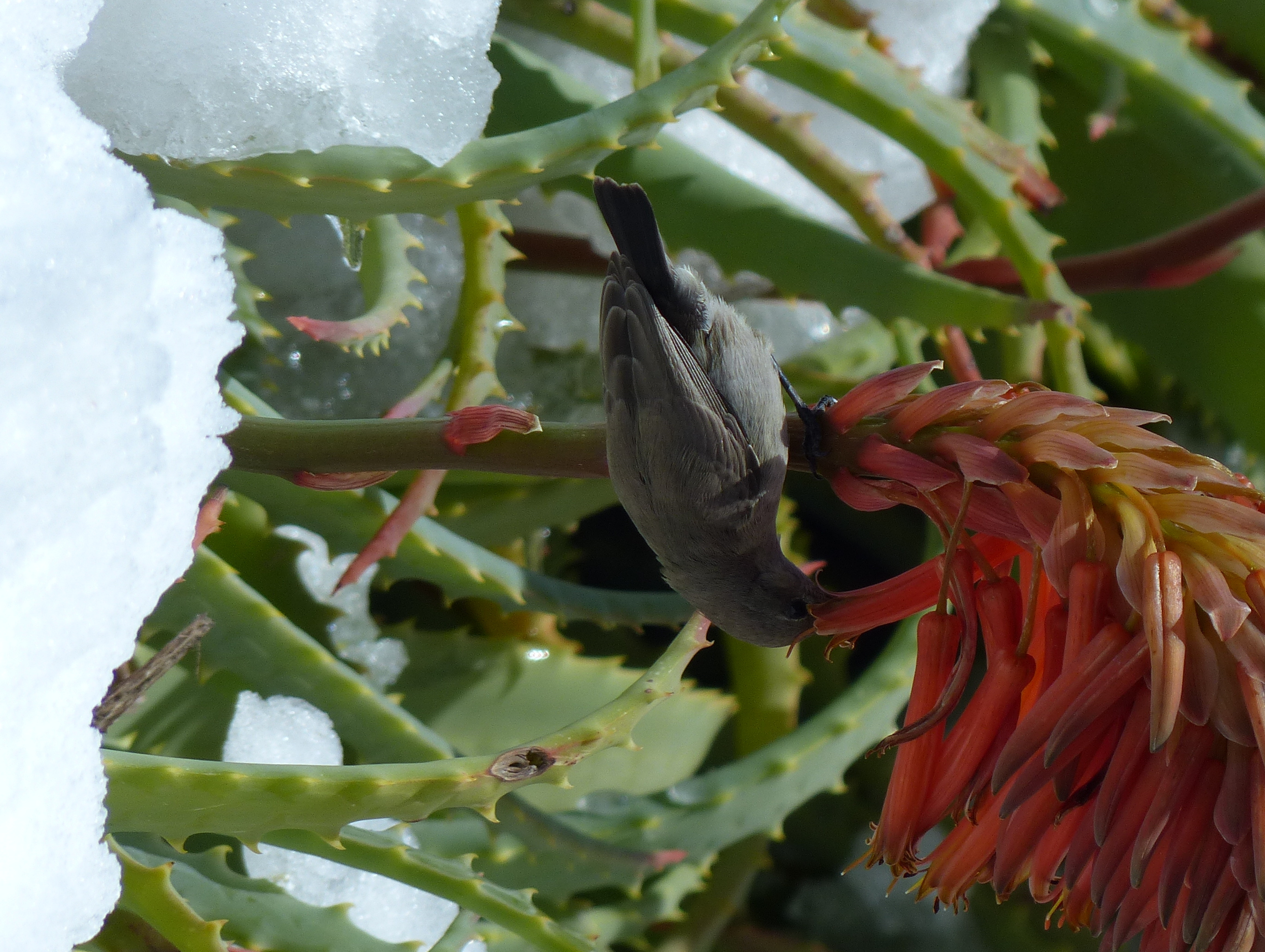
Un Souimanga de Palestine femelle en train de se nourrir de nectar de fleur de cactus dans la neige
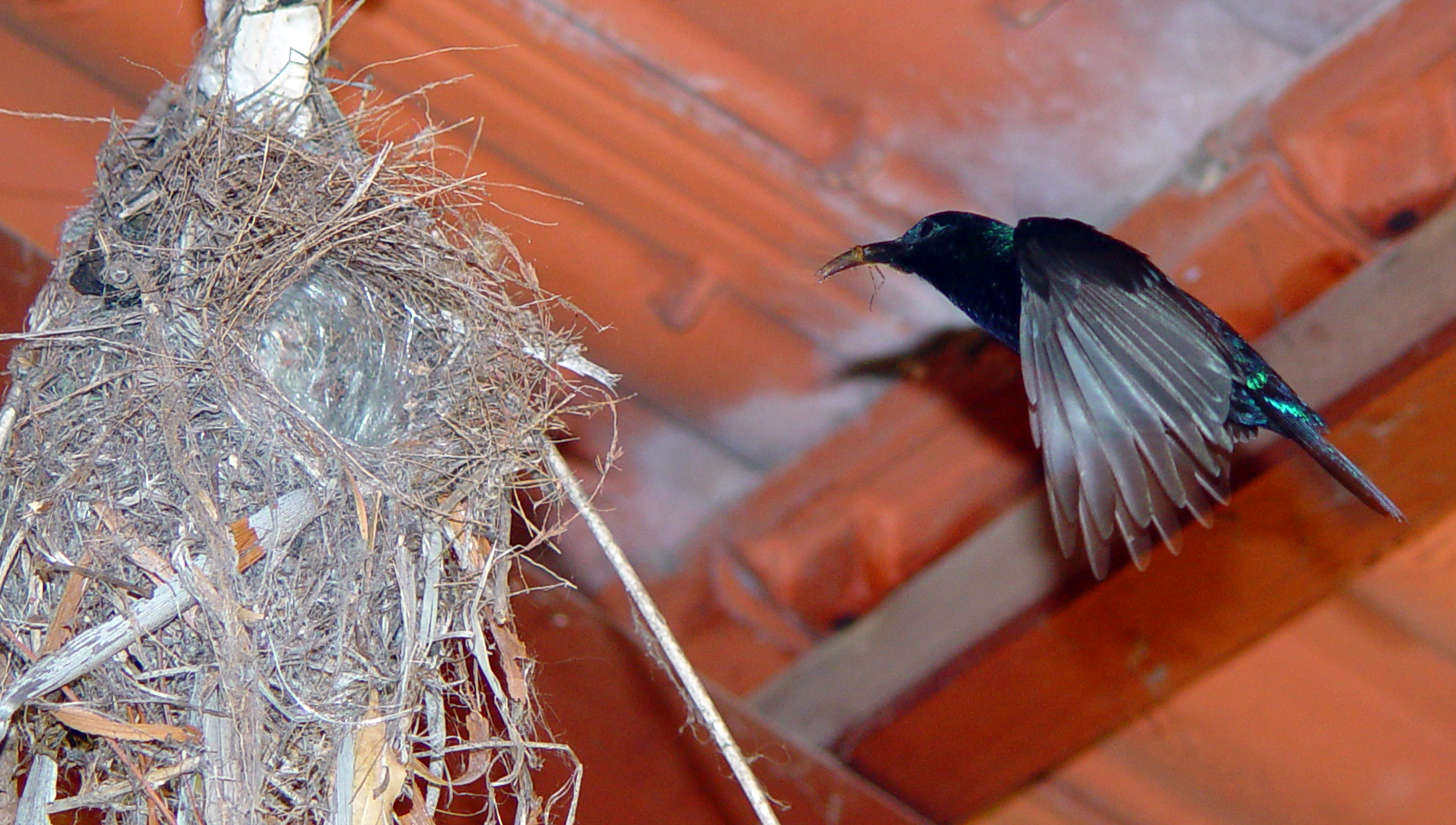
Un Souimanga de Palestine mâle et son nid
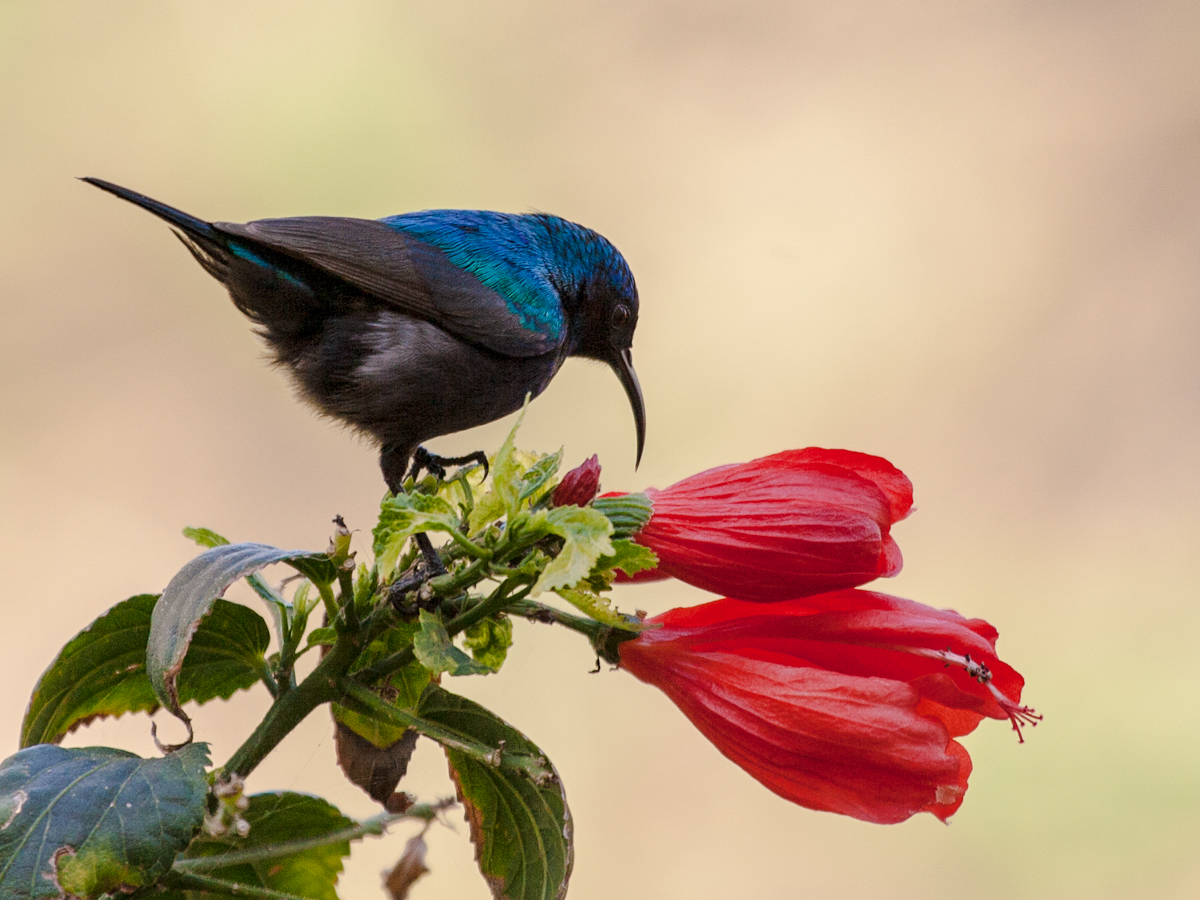
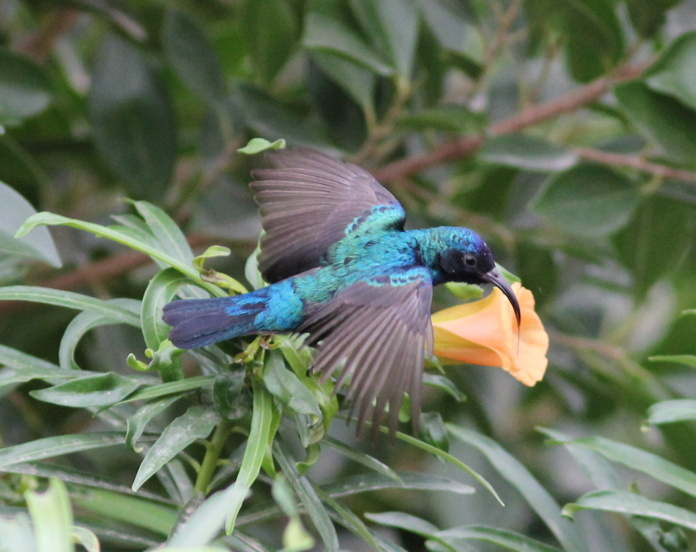
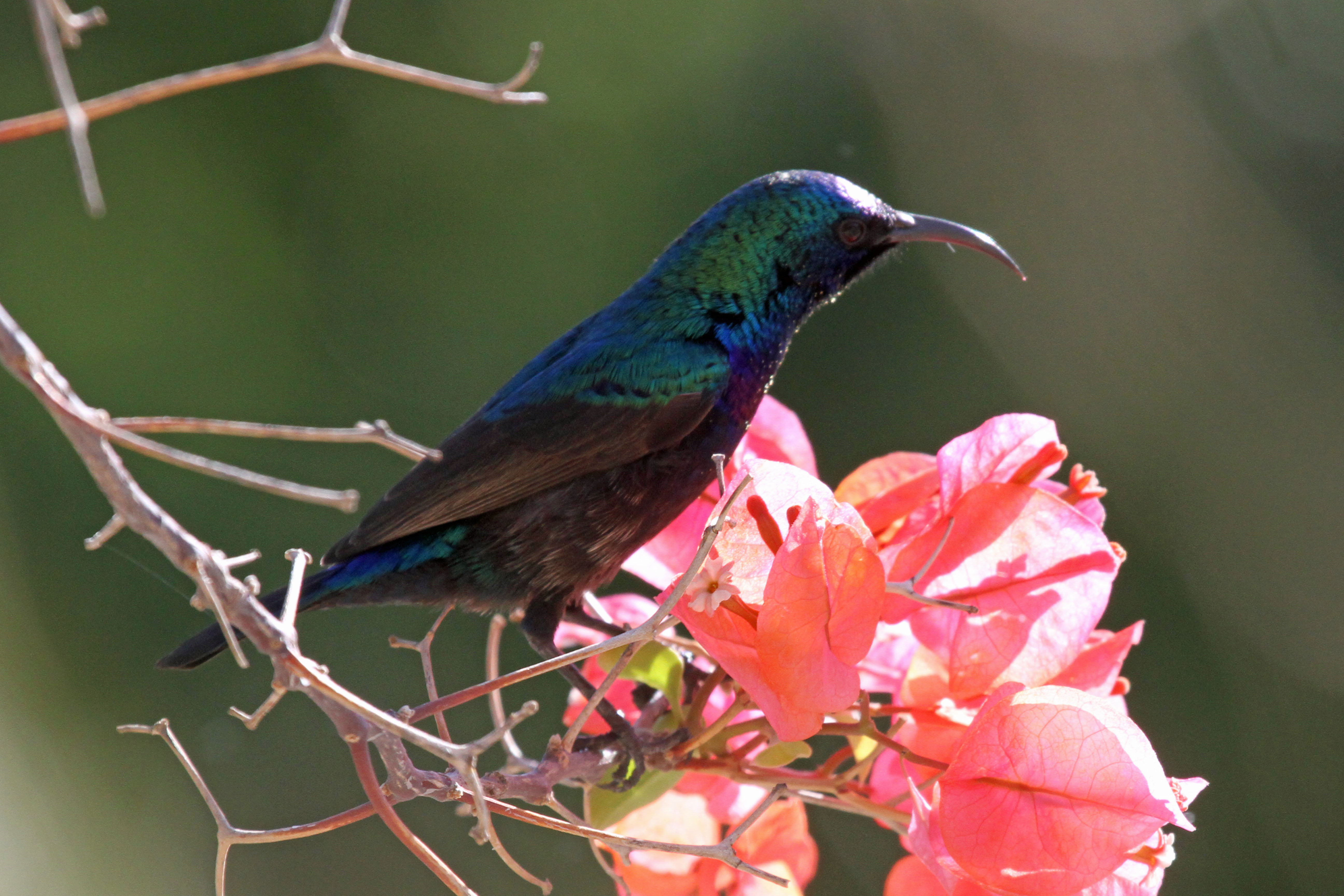